# نتوء باشان
نتوء باشان أو الجيب السوري (بالعبرية: המובלעת הסורית‏) كانت منطقة في جنوب غرب سوريا احتلها الجيش الإسرائيلي خلال حرب أكتوبر عام 1973. كان عرض النتوء حوالي عشرين كيلومترًا، ويشمل مساحة تقارب 400 كيلومتر مربع، يمتد إلى نقطة 33 كيلومترًا من العاصمة السورية دمشق. تم إخلاء النتوء من قبل الجيش الإسرائيلي بعد وقت قصير من توقيع اتفاق فك الاشتباك بين القوات الإسرائيلية والسورية في 31 مايو 1974. يضم النتوء قمة جبل الشيخ، وبلدة بيت جن، والعديد من القرى السورية الأخرى.

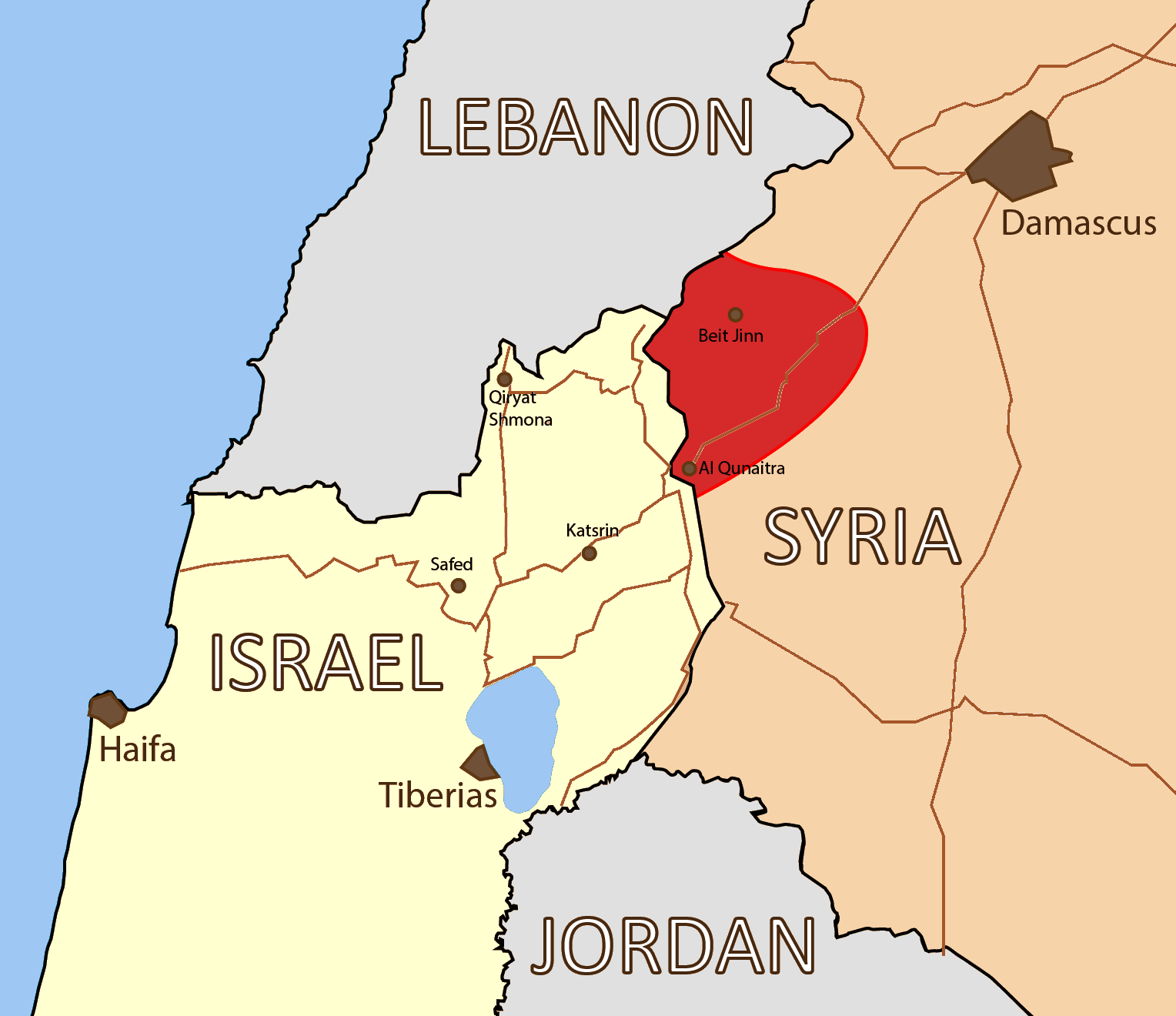
يظهر النتوء الذي سيطرت عليه إسرائيل باللون الأحمر

## الاحتلال
بحلول 11 أكتوبر 1973، اليوم السادس من حرب أكتوبر، احتوت القوات الإسرائيلية الهجوم السوري في مرتفعات الجولان وبدأت هجومًا مضادًا. اخترقت الفرقة 36 بقيادة رفائيل إيتان الخطوط السورية واجتازت الخط البنفسجي وتقدمت إلى بيت جن. في اليوم التالي، واصلت الفرقة 36 و210 باتجاه دمشق بينما شنت القوات الجوية السورية غارات جوية لوقف التقدم الإسرائيلي. نجحت هذه الضربات في إبطاء القوات الإسرائيلية، حيث تم إسقاط تسع طائرات سورية وطائرتان إسرائيليتان في معارك جوية ونيران مضادة للطائرات. شنت قوة استكشافية تابعة للجيش العراقي، كانت قد وصلت إلى الجبهة في اليوم السابق، هجوماً مضاداً ضد فرقتين إسرائيليتين في الأراضي السورية. استمرت المعركة حتى اليوم التالي وأوقفت تقدم الفرقة 210 التي اضطرت إلى إعادة تمركز قواتها لمواجهة الهجوم العراقي.

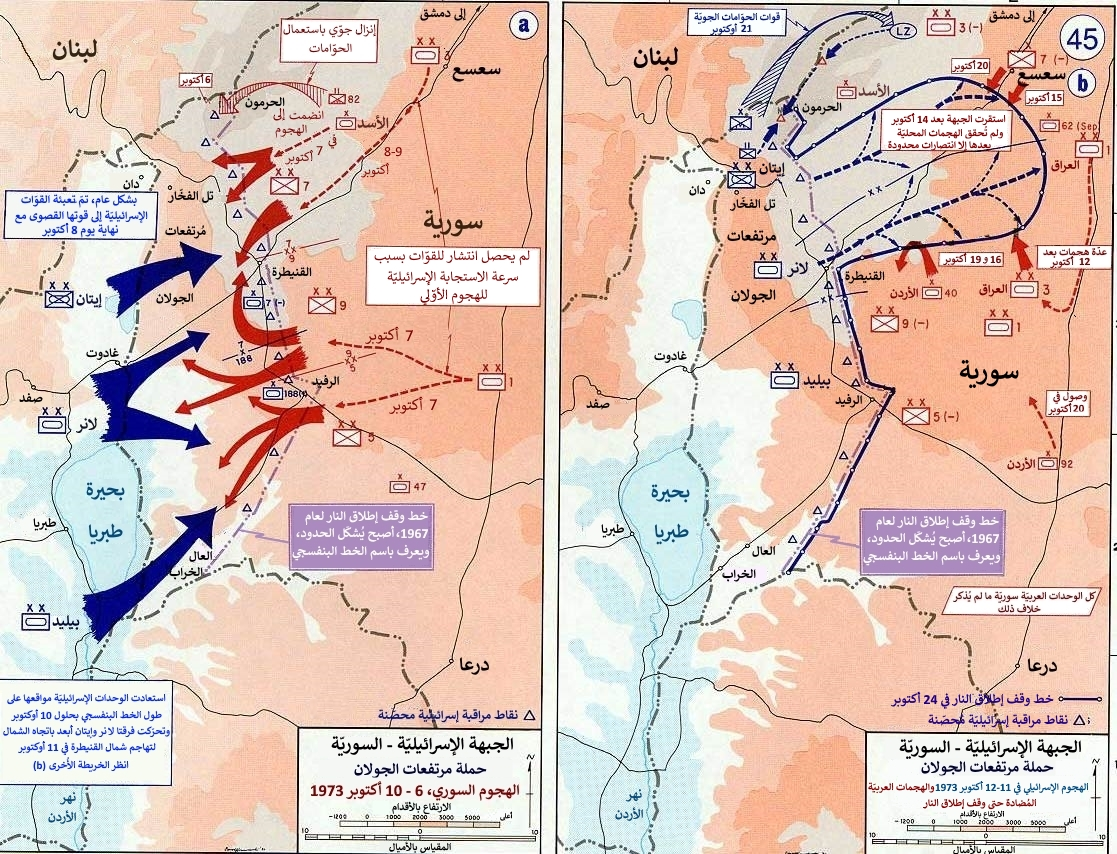
اليسار: هجوم سوري وهجوم إسرائيلي مضاد على هضبة الجولان. اليمين: خلق النتوء

في 13 أكتوبر / تشرين الأول، واصل سلاح الجو السوري جهوده لتحييد التهديد الإسرائيلي لدمشق، وشن أكثر من 100 غارة على وحدات إسرائيلية. في بعض هذه الضربات، أصيبت القوات السورية والعراقية بالخطأ، بما في ذلك عشر طائرات سورية فقدت. خلال هذا الوقت، نصبت الفرقة الإسرائيلية 210 كمينا للقوات العراقية وحققت بعض النجاح. في صباح يوم 16 أكتوبر / تشرين الأول، هاجمت قوة مدرعة سورية وعراقية وأردنية القوات الإسرائيلية في منطقة النتوء، حيث هاجم السوريون من الشمال، والعراقيون من الشرق، والفرقة الأربعون الأردنية المدرعة من الجنوب الشرقي. وقد صدت القوات الإسرائيلية هذا الهجوم. نتيجة للهجوم المستمر في المنطقة، تخلت القوات الإسرائيلية عن خطتها لمواصلة توغلها باتجاه دمشق. من 19 إلى 20 أكتوبر، شهد النتوء قتالًا مستمرًا بين الجانبين.
في ليلة 21 أكتوبر، احتلت القوات الإسرائيلية البؤر الاستيطانية في حرمون في عملية مزدوجة. استعاد لواء جولاني الأول الموقع الإسرائيلي،  الذي سيطرت عليه القوات الخاصة السورية في اليوم الأول من الحرب. في الوقت نفسه، استولى مقاتلو لواء مظلي احتياطي على الموقع السوري بالقرب من القمة. بقيت هذه القمة الأمامية حتى الهدنة رغم المحاولات السورية العديدة لاستعادتها.
استعد السوريون لهجوم مضاد مكثف، من المقرر أن يحدث في 23 أكتوبر، لطرد القوات الإسرائيلية من سوريا. كان من المقرر أن يشارك ما مجموعه خمس فرق سورية، إلى جانب قوات التدخل السريع العراقية والأردنية. في اليوم السابق لبدء الهجوم، فرضت الأمم المتحدة وقف إطلاق النار بعد موافقة كل من إسرائيل ومصر. في النهاية، قرر الرئيس السوري حافظ الأسد إلغاء الهجوم. في 23 أكتوبر / تشرين الأول، اليوم الذي كان من المقرر أن يبدأ فيه الهجوم، أعلنت سوريا أنها قبلت وقف إطلاق النار وأمرت قواتها بوقف الأعمال العدائية. أمرت الحكومة العراقية قواتها بالعودة إلى الوطن.

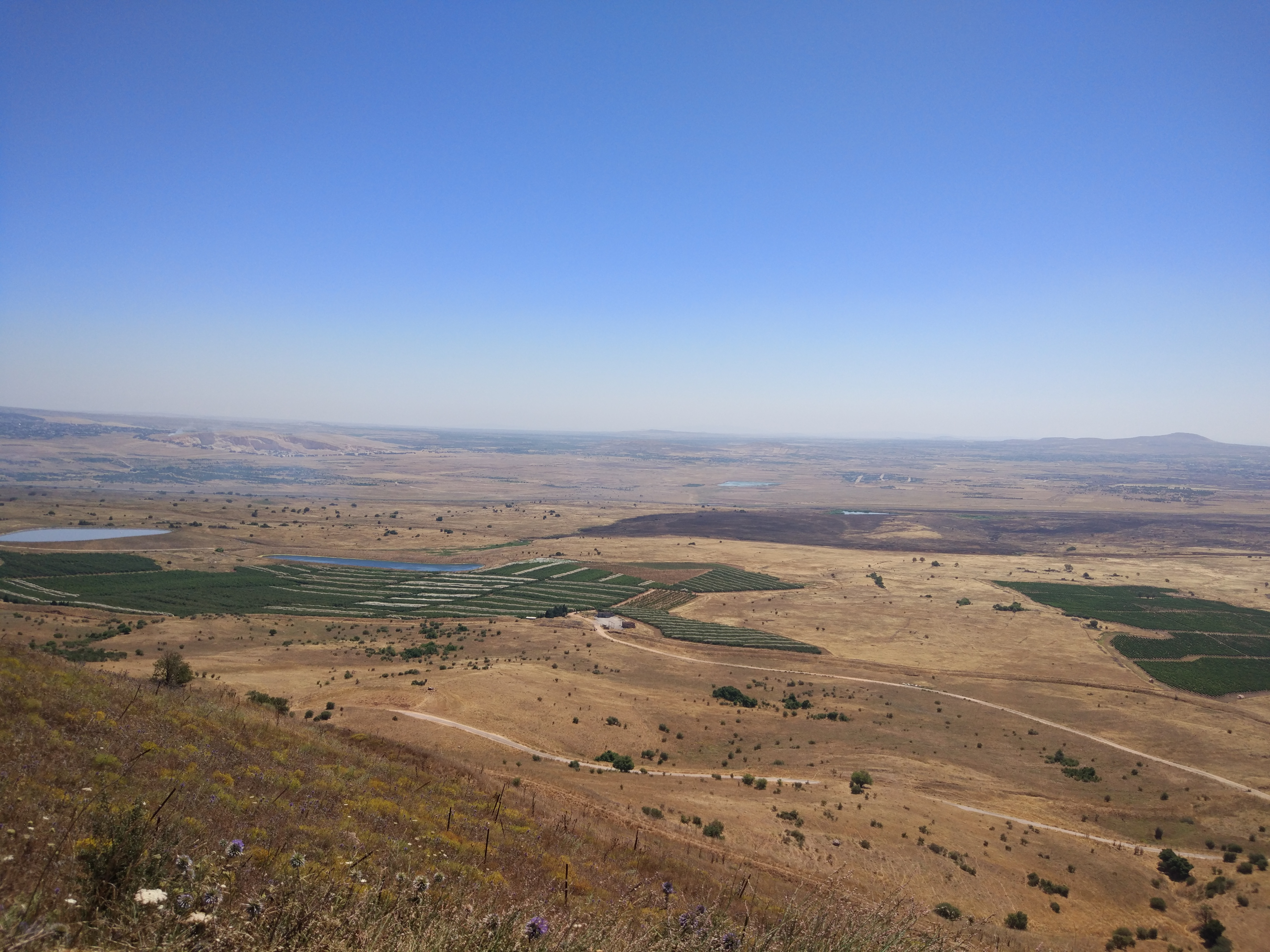
المنطقة المركزية من النتوء في عام 2018.

## الاستنزاف
رفض السوريون قبول وجود القوات العسكرية الإسرائيلية على أراضيهم، واستمروا في مضايقة الجيش الإسرائيلي خلال أوائل عام 1974، بهجمات شبه يومية. بحلول مارس 1974، أصبح الصراع حرب استنزاف اعتبرت فيما بعد في إسرائيل «حرب الاستنزاف في نتوء باشان» أو «حرب الاستنزاف الصغيرة» (لتمييزها عن حرب الاستنزاف التي دارت بين إسرائيل ومصر في 1969-1970). واستخدم الجيش السوري بشكل رئيسي القصف المدفعي مع وقوع بعض الهجمات من قبل المدرعات ووحدات المشاة. بين مارس ومايو 1974، وقع أكثر من 1000 حادثة من هذا القبيل مع تعرض بعض المستوطنات المدنية الإسرائيلية في مرتفعات الجولان لنيران سورية. ووقع القتال جنبًا إلى جنب مع مفاوضات الهدنة، التي بدأت في فبراير 1974 مع وزير الخارجية الأمريكي هنري كيسنجر كوسيط. تم توقيع اتفاقية الهدنة أخيرًا في 31 مايو 1974، مع إخلاء الإسرائيليين النتوء بعد فترة وجيزة واتخذت قوات حفظ السلام التابعة للأمم المتحدة موقعًا على شريط رفيع من الأرض بين الجانبين المتعارضين. لا يزال هذا الاتفاق ساري المفعول حتى اليوم، والحدود السورية الإسرائيلية هي من بين أهدأ حدود إسرائيل. 